# Hadena silenides
Hadena silenides är en fjärilsart som beskrevs av Otto Staudinger 1894. Hadena silenides ingår i släktet Hadena och familjen nattflyn. Inga underarter finns listade i Catalogue of Life.